# Eremiaphila tuberculifera
Eremiaphila tuberculifera è una specie di mantide religiosa appartenente al genere Eremiaphila.